# واشتون
واشتون (به ارمنی: Տաշտուն) یک سکونتگاه مسکونی در ارمنستان است که در استان سیونیک واقع شده‌است.  در  کیلومتری جنوب کاپان، مرکز استان سیونیک واقع شده است.

## خصوصیات
واشتون ۲۱٫۶۰ کیلومترمربع مساحت و ۱۰۴ نفر جمعیت دارد و در ارتفاع  متر بالاتر از سطح دریا قرار گرفته است.

## نگارخانه

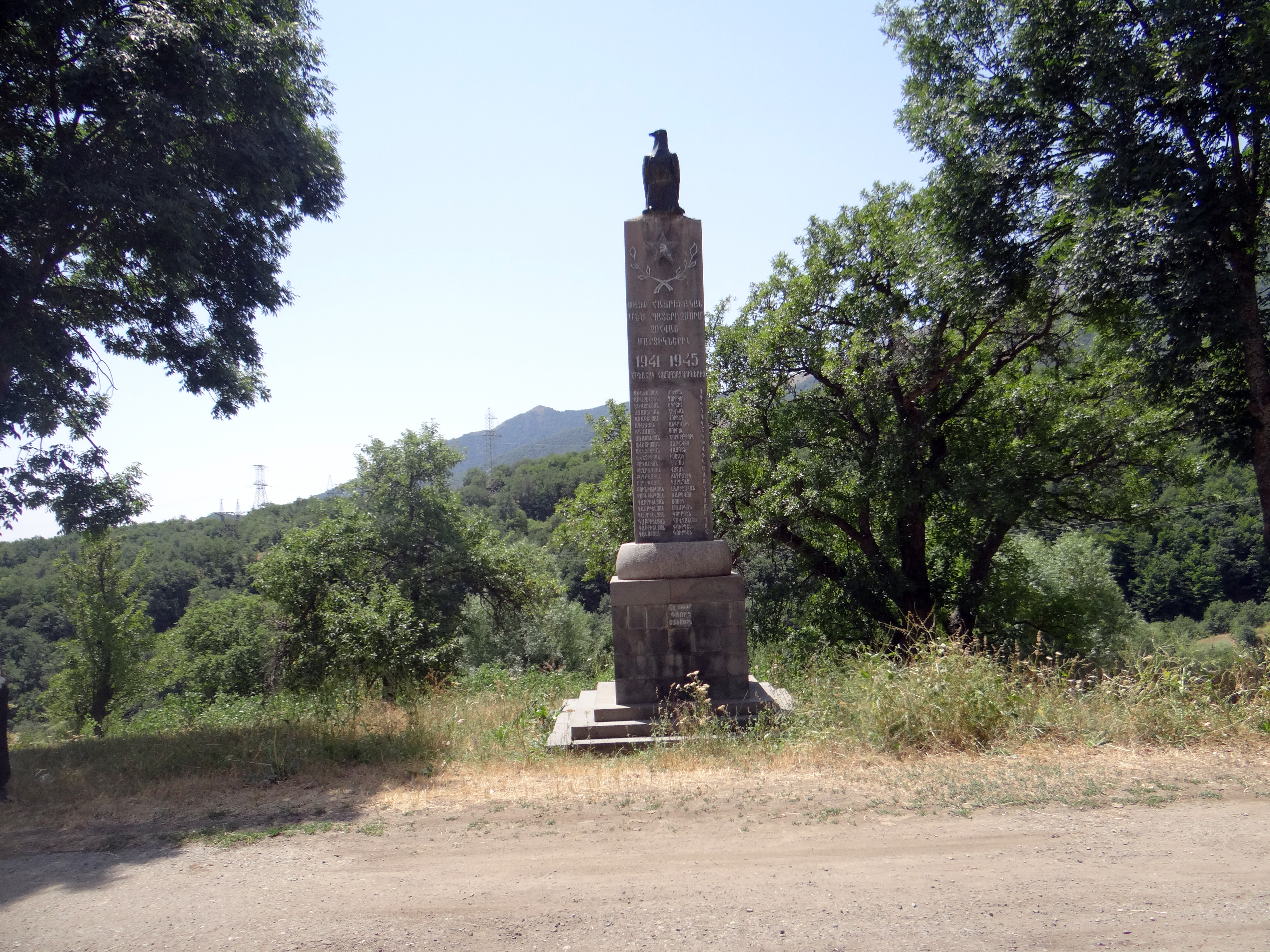
WWII monument in Tashtun
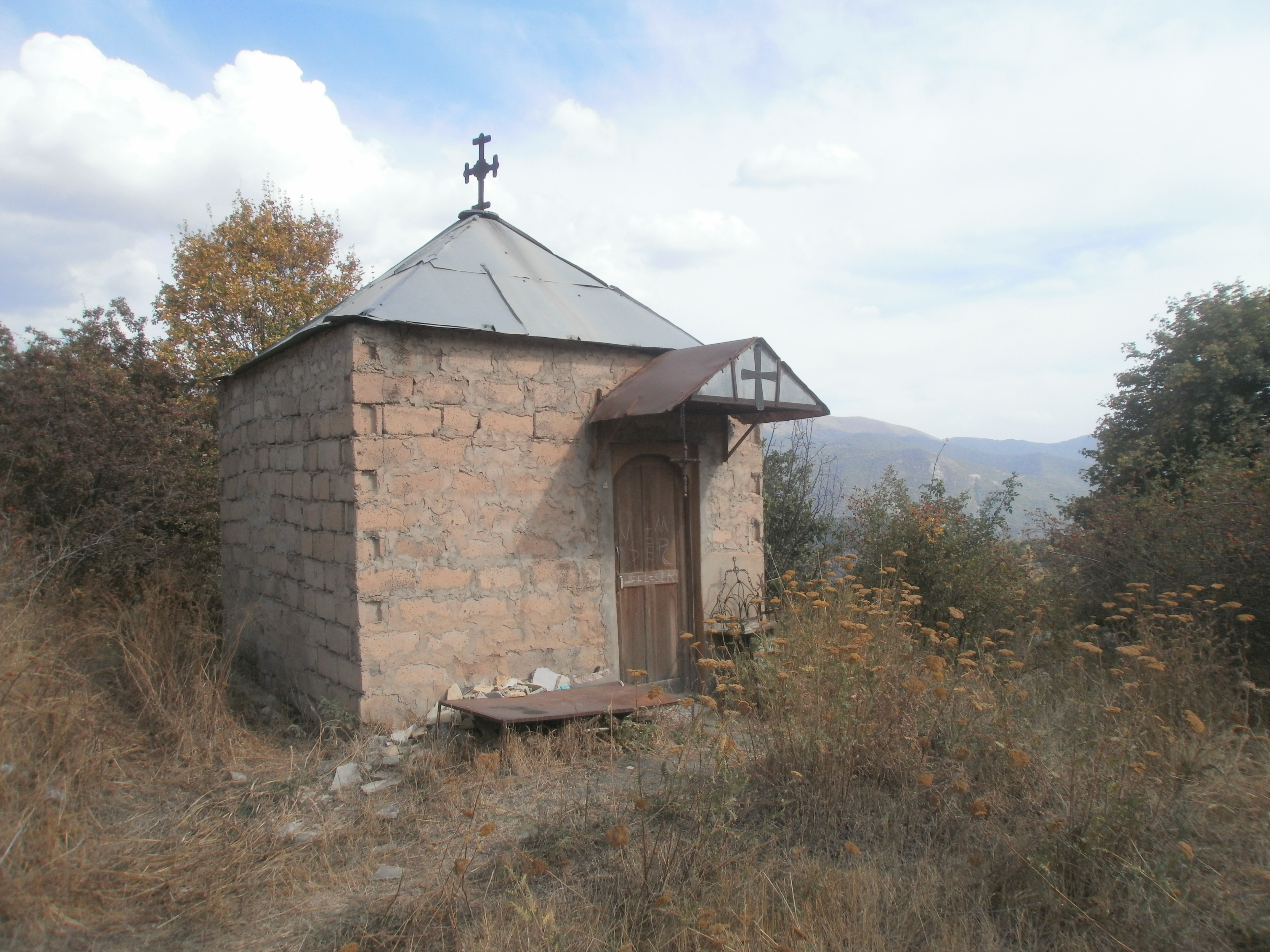
Chapel in Tashtun
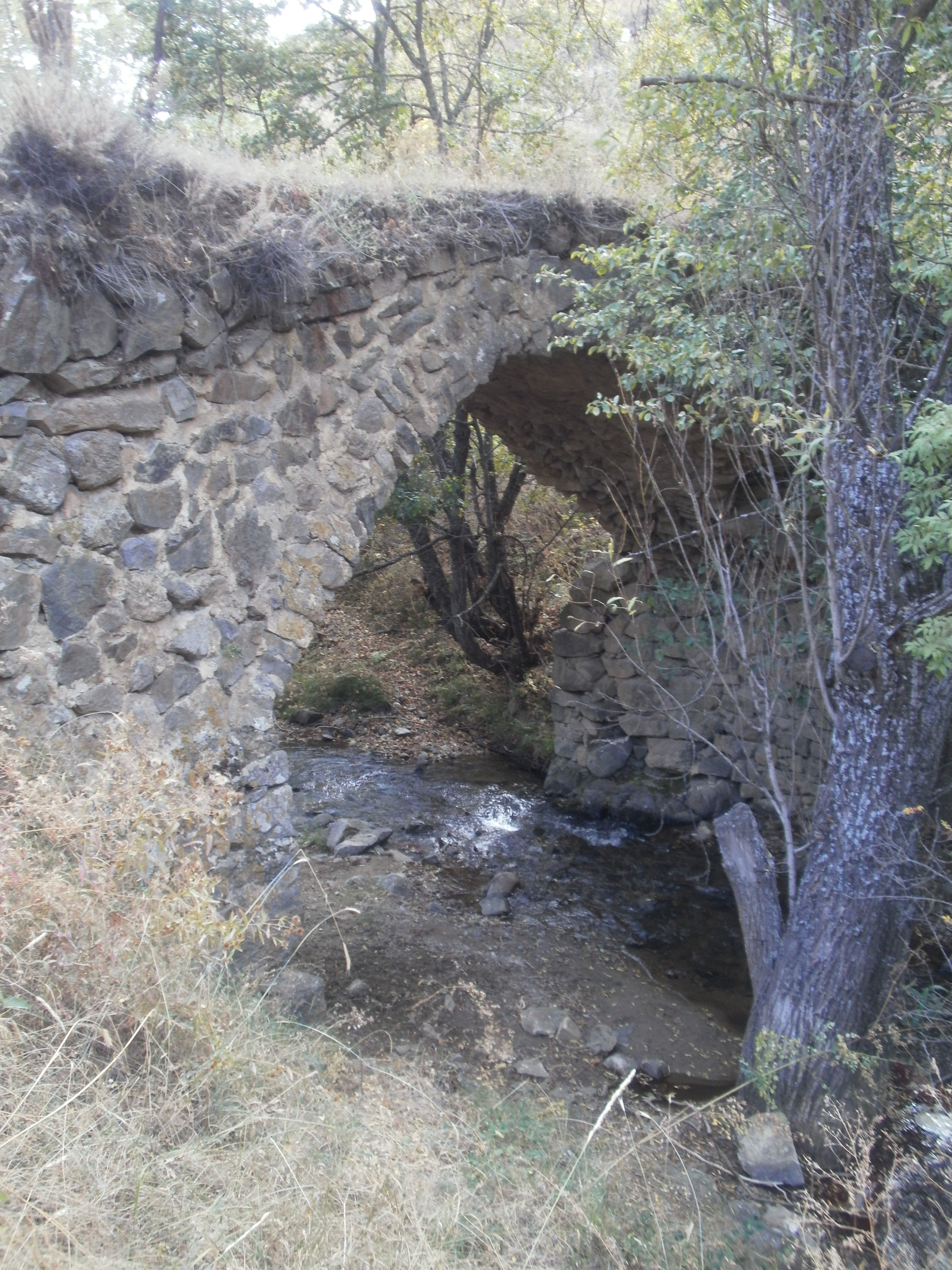
Bridge in Tashtun
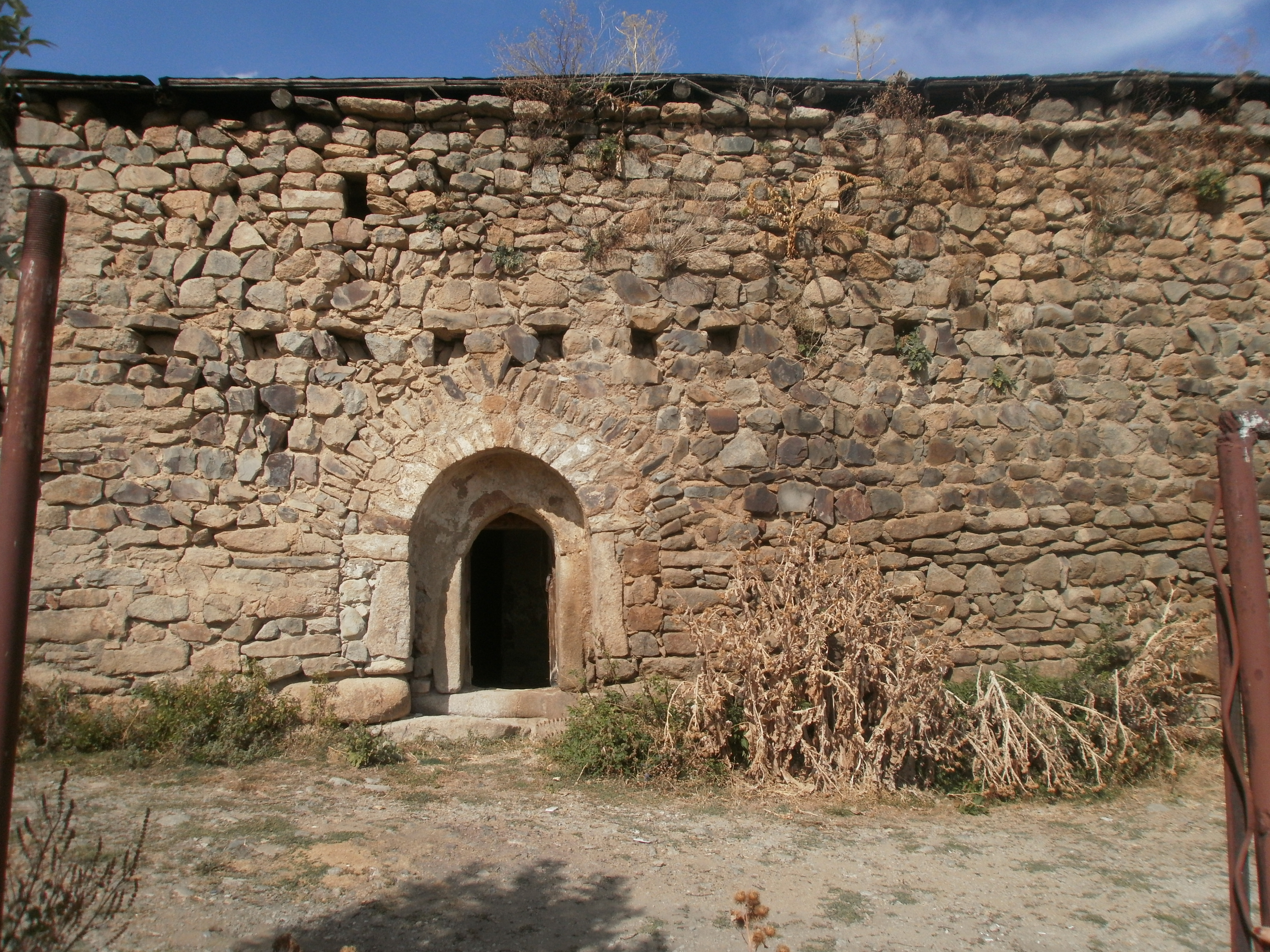
Church in Tashtun